# Grotta di Altamira
La grotta di Altamira è una caverna spagnola famosa per le pitture parietali del Paleolitico superiore raffiguranti mammiferi selvatici e mani umane. Si trova nei pressi di Santillana del Mar in Cantabria, 30 chilometri ad ovest di Santander, nel nord della Spagna.
È stata inclusa tra i Patrimoni dell'umanità dell'UNESCO nel 1985. Nel 2008 il nome del patrimonio è stato modificato da "Grotta di Altamira" in Grotta di Altamira e arte rupestre paleolitica della Spagna settentrionale in seguito all'aggiunta di 17 altre grotte.

## Descrizione
La grotta originaria è lunga 270 metri e consiste di una serie di passaggi intrecciati e di camere. Il cunicolo principale ha un'altezza variabile dai due ai sei metri. La caverna si è formata grazie al crollo di precedenti fenomeni carsici nella roccia calcarea del monte Vispieres.
Gli scavi archeologici nel fondo della cava hanno portato alla luce ricchi depositi di arte del Solutreano superiore (circa 18.500 anni fa) e del Magdaleniano inferiore (tra i 16.500 e i 14.000 anni fa). Nel lungo intervallo di tempo fra questi due periodi di occupazione umana la grotta è stata usata solo da animali selvatici. Il sito si trova in un punto strategico per poter sfruttare la disponibilità di cibo costituito dalla ricca fauna che abitava le vallate delle montagne circostanti. Circa 13.000 anni fa una frana bloccò l'entrata della caverna, preservandone così il contenuto fino alla scoperta casuale avvenuta nel 1879 in seguito al crollo di un albero.
L'occupazione umana della grotta è stata limitata all'entrata, nonostante siano state trovate pitture per tutta la lunghezza del cunicolo. Gli artisti usarono carboncino e ocra o ematite per dipingere, spesso diluendo i colori per produrre tonalità diverse e creare così effetti di chiaroscuro; sfruttarono anche i contorni naturali dei muri per dare un'impressione di tridimensionalità ai soggetti. Il Soffitto Multicolore è l'opera più appariscente e mostra un branco di bisonti in differenti posizioni, due cavalli, un grande cervo e probabilmente un cinghiale.
La datazione di queste opere si può far risalire al Magdaleniano per quanto riguarda animali e forme astratte. Le immagini attribuite al Solutreano raffigurano invece cavalli, capre e impronte di mani. Numerose altre caverne nel nord della Spagna contengono esempi di arte paleolitica, ma nessuna di loro è qualitativamente o quantitativamente paragonabile ad Altamira.

## Scoperta e studi
Nel 1879 l'archeologo dilettante Marcelino Sanz de Sautuola scoprì, grazie a sua figlia María di 9 anni, le pitture sulla volta della grotta. La grotta venne poi scavata dallo stesso Sautuola e dall'archeologo Juan Vilanova y Piera dell'Università di Madrid che riportarono i risultati del loro lavoro in un notissimo studio pubblicato nel 1880 in cui facevano risalire all'età paleolitica le opere rinvenute. Gli specialisti francesi, guidati da Gabriel de Mortillet ed Émile Cartailhac, rigettarono senza appello le ipotesi di Sautuola e Piera e le loro scoperte furono ridicolizzate al Congresso preistorico di Lisbona del 1880. A causa della loro elevata qualità artistica e dell'eccezionale stato di conservazione, Sautuola venne anche accusato di truffa; un contadino locale sostenne addirittura che le pitture erano state create da un artista contemporaneo su ordine di Sautuola.
Fu solo nel 1902, dopo che altre scoperte avevano contribuito ad avallare l'ipotesi dell'estrema antichità dei dipinti di Altamira, che la società scientifica si decise a rivedere il proprio giudizio sulle scoperte dei due spagnoli. In quell'anno Émile Cartailhac ammise enfaticamente il proprio errore nel celebre articolo intitolato Mea culpa d'un sceptique, pubblicato sul giornale L'Anthropologie, mentre un altro archeologo francese, Joseph Déchelette, definì Altamira "la Cappella Sistina della preistoria". Sautuola, morto 14 anni prima, non poté assistere al trionfo delle sue teorie.
Iniziarono immediatamente altri scavi, effettuati da Hermilio Alcalde del Río (1902-1904), cui seguirono quelli del tedesco Hugo Obermaier (1924-1925) e, più avanti, di Joaquín González Echegaray (1981). Nel 2008, infine, grazie al sistema di datazione uranio-torio, alcuni dipinti sono stati fatti risalire a 35.000-25.000 anni fa. Inoltre, studi recenti confermano l'ipotesi che in vari casi ci si trovi di fronte a opere "collettive" completate nell'arco di migliaia di anni.

### I visitatori e le copie
Negli anni sessanta e settanta le pitture vennero danneggiate dall'eccesso di anidride carbonica, prodotta dal fiato dei numerosissimi visitatori. Altamira venne quindi chiusa al pubblico a partire dal 1977, per poi riaprire parzialmente nel 1982. Da allora i visitatori sono stati accettati in numero tanto ridotto che, per vedere le opere, la lista d'attesa era di almeno tre anni.
Per ovviare in qualche modo all'inconveniente, nel 2001 Manuel Franquelo e Sven Nebel hanno costruito poco distante una copia fedele della grotta e un museo. Questi permettono una vista più sicura e confortevole dei dipinti colorati della grotta principale, insieme a una selezione di altri lavori minori che comprende anche alcune sculture di facce umane non visitabili nella grotta originale,  la quale pertanto è stata definitivamente chiusa al pubblico nel 2002. Esistono altre sue copie nel Museo archeologico nazionale di Spagna, nel Deutsches Museum a Monaco di Baviera (completata nel 1964) e in Giappone, al Parque España-Shima Spain Village (completata nel 1993).

### Impatto culturale

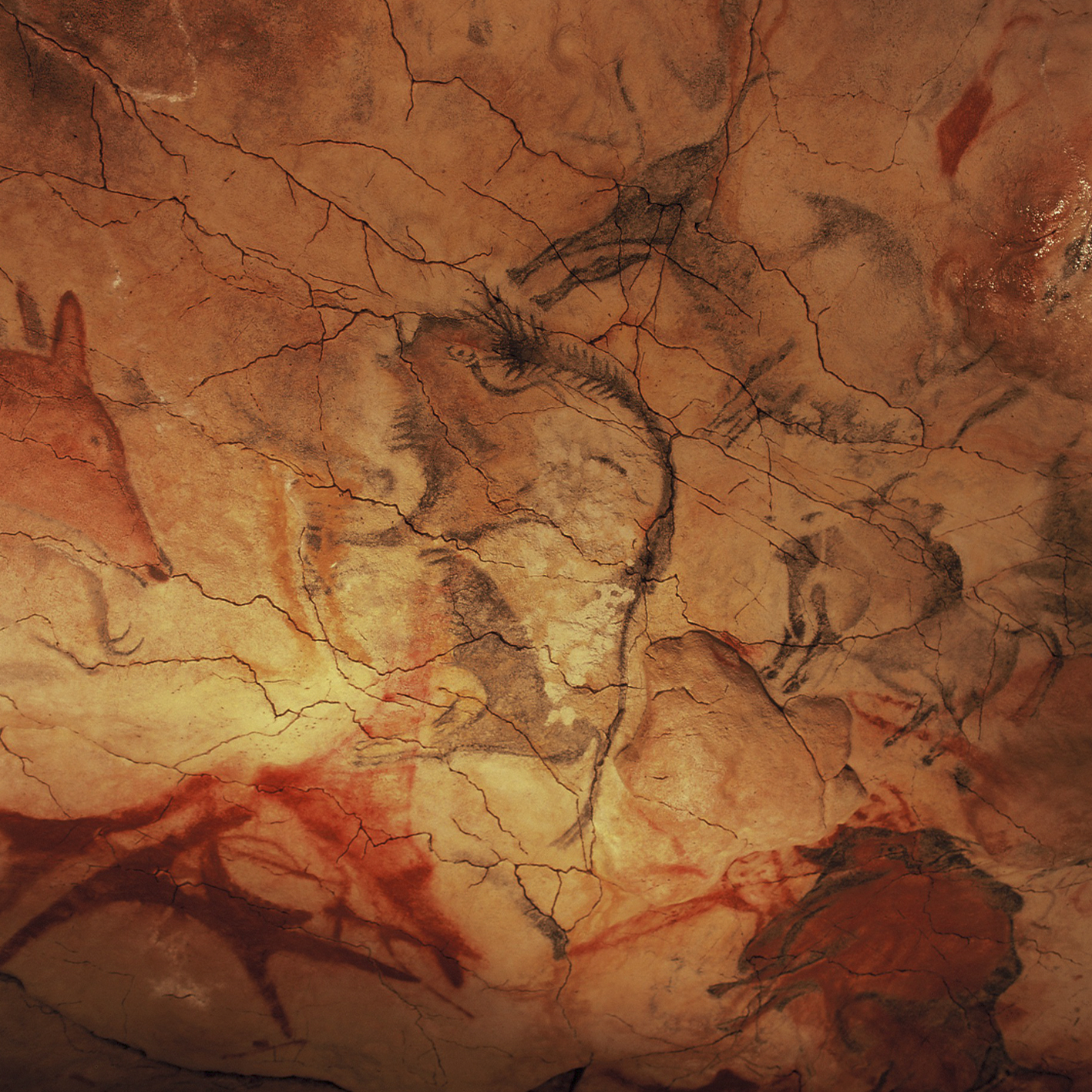
Bisonti raffigurati nel soffitto della grotta.

- Molti pittori sono stati influenzati dalle opere della grotta di Altamira. Celebre, anche se incerto, è rimasto il giudizio di Pablo Picasso[14] che, al termine di una visita, esclamò: «Dopo Altamira, tutto è decadenza»[15].
- Alcune opere multicolore di Altamira sono ben conosciute nella cultura popolare spagnola. Così, il simbolo utilizzato dal governo autonomo della Cantabria per promuovere il turismo raffigura uno dei bisonti della caverna. Similmente Bisonte, una marca spagnola di sigarette del secolo scorso, ha elaborato uno dei bisonti preistorici di Altamira per creare il proprio logo.
- Anche il fumetto spagnolo Altamiro de la Cueva, creato nel 1965, è evidentemente collegato alla grotta. La serie racconta le avventure di un gruppo di uomini preistorici, mostrati come se fossero persone moderne ma vestiti con pelli di animali, un po' come Gli antenati[16].
- La rock band Steely Dan ha inserito la canzone The Caves of Altamira nel proprio album del 1976, The Royal Scam[17].
- La storia di Marcelino Sanz de Sautuola e della scoperta della grotta è immortalata nel film Altamira (2016)[18] di Hugh Hudson.